# Програма HEAO
Програма Астрономічної Обсерваторії Високих Енергій (англ. High Energy Actronomical Observatory, HEAO) — складова дослідів НАСА кінця 1970-х і початку 1980-х років, яка включала серію з трьох великих космічних апаратів на низькій навколоземній орбіті для досліджень рентгенівського, гамма і космічного випромінювання. Після запуску вони отримали позначення HEAO 1, HEAO 2 (також відома як Обсерваторія Ейнштейна ) і HEAO 3 відповідно. Великі супутники з масою близько 3000 кг були стабілізовані по трьох осях із точністю до кутової хвилини та мали фіксовані сонячні панелі. Усі три супутники були запущені з мису Канаверал на ракетах-носіях Atlas-Centaur SLV-3D на майже кругові орбіти з початковими висотами трохи вище 500 км.

## HEAO 1
Супутник HEAO 1 був запущений 12 серпня 1977 року та мав на меті спостереження неба, в котре входили чотири великі рентгенівські та гамма-інструменти, відомі як A1, A2, A3 та A4 відповідно. Кут нахилу становив близько 22,7 градусів. Він увійшов в атмосферу Землі і згорів 15 березня 1979 року.
- Приладом A1, або Large-Area Sky Survey (LASS), керувала Морська науково-дослідна лабораторія, він використовував великі пропорційні лічильники для покриття діапазону енергії від 0,25 до 25 кеВ.
- A2, або Cosmic X-ray Experiment (CXE), від Центру космічних польотів Годдарда, охоплював діапазон енергії 2-60 кеВ із високою просторовою та спектральною роздільною здатністю.
- Інструмент A3, або модуляційний коліматор (MC), вимірював високоточне положення джерел рентгенівського випромінювання. Його надав Центр астрофізики ( Смітсонівська астрофізична обсерваторія та Обсерваторія Гарвардського коледжу, SAO/HCO).
- Експеримент A4 (жорстке рентгенівське/низькоенергетичне гамма-випромінювання) використовував сцинтиляційні лічильники для покриття діапазону енергії від 20 кеВ до 10 МеВ. Його надав і керував Каліфорнійський університет у Сан-Дієго у співпраці з MIT .

## HEAO 2 A/K/A Обсерваторія Ейнштейна
Супутник HEAO 2, більш відомий як обсерваторія Ейнштейна, запустили 13 листопада 1978 року на орбіту з кутом нахилу 23,5 градуса. Він містив один великий рентгенівський телескоп із дзеркалами косого падіння, який забезпечував безпрецедентний рівень чутливості (у сотні разів кращий, ніж досягався раніше) і кутову роздільну здатність у кутову секунду для точкових спостережень відомих об’єктів, і працював у діапазоні енергій від 0,2 до 3,5 кеВ. HEAO 2 відрізнявся від HEAO 1 і HEAO 3 тим, що використовувався для точкових, глибоких спостережень із невеликим полем зору, а не для огляду неба.
У фокальній площині мав набір із чотирьох інструментів:
- HRI, камера з високою роздільною здатністю, 0,15-3 кеВ.
- IPC, пропорційний лічильник зображень, від 0,4 до 4 кеВ.
- SSS, твердотільний спектрометр, від 0,5 до 4,5 кеВ.
- FPCS, кристалічний спектрометр Брегга.

а також моніторний пропорційний лічильник (MPC) 1-20 кеВ, спектрометр із широкосмуговим фільтром (BBFS) і спектрометр з об’єктивною решіткою (OGS). Обсерваторія увійшла в атмосферу Землі й згоріла 25 березня 1982 року.

## HEAO 3
Супутник HEAO 3 був запущений 20 вересня 1979 року на орбіту з кутом нахилу 43,6 градуса та провів три експерименти, відомі як C1, C2 і C3. Перший був гамма-спектрометр високої роздільної здатності з кріогенним охолодженням із германію (Ge), тоді як експерименти C2 і C3 мали на меті космічние випромінювання. Супутник увійшов в атмосферу Землі й згорів 7 грудня 1981 року.

## Програма
Позначення експериментів A1, A2, A3, A4 для HEAO A, через C1, C2, C3 для HEAO C були найпоширенішими до запуску, але також часто з’являються в науковій літературі пізніше. Загальною програмою HEAO керував Центр космічних польотів імені Маршалла НАСА в Хантсвіллі, штат Алабама. Керівником програми NASA був Річард Е. Халперн; дослідником програми NASA був доктор Альберт Г. Опп. Усі три супутники були створені компанією TRW Systems з Редондо-Біч, штат Каліфорнія, яка отримала за свою роботу премію Nelson P. Jackson Aerospace Загальна вартість програми склала близько 250 мільйонів доларів.